# Steinbeck (Admannshagen-Bargeshagen)
Steinbeck is een plaats en voormalige gemeente in de Duitse deelstaat Mecklenburg-Voor-Pommeren en maakt deel uit van de gemeente Admannshagen-Bargeshagen in het Landkreis Rostock.